# Rogério Micale
Rogério Micale, właśc. Mário Rogério Reis Micale (ur. 28 marca 1969 w Salvadorze) – brazylijski trener piłkarski i piłkarz, który grał na pozycji bramkarza.

## Sukcesy

### Reprezentacja
- Złoto na letnich igrzyskach olimpijskich: 2016[3]
- Igrzyska panamerykańskie (3. miejsce): 2015[4]
- Mistrzostwa świata U-20 (2. miejsce): 2015[3]